# Timm Koch
Timm Koch (* 30. November 1968 in Bonn) ist ein deutscher Schriftsteller, Filmemacher und Fotograf. Koch lebt in Rheinbreitbach.

## Leben und Wirken
Koch zog im Juni 1990 nach dem Fall der Berliner Mauer als einer der ersten Westdeutschen nach Ostberlin und erlebte dort als Hausbesetzer das Ende der DDR und die Jahre der Wende. Im Rahmen seiner beruflichen Tätigkeit bereiste er weite Teile von Lateinamerika, Afrika, Nordamerika, Europa und der Karibik. Koch ist Selbstversorger, der mit Imkerei, Jagd, Fischfang und Gemüsebau einen subsistenzen, ganzheitlichen Lebensstil pflegt. Er setzt sich mit Leidenschaft für den Naturschutz ein.
Sowohl seine Erlebnisse während der Wende als auch die Kontakte zu den vielfältigen Kulturen der Welt finden Eingang in sein schriftstellerisches Schaffen. Filmisch begleitete er den Marathonschwimmer Steve Redmond, der als erster Mensch die Langstreckenschwimmherausforderung Ocean’s Seven meisterte. Es folgten Dreharbeiten mit dem Downhill-Skateborder Sebastian Hertler. Seit 2017 schreibt Koch für den Westend Verlag.

## Werke (Auswahl)
Koch bebildert seine Texte selber. Er arbeitet mit analoger Technik im Kleinbild- und Mittelformat.
Bücher
- 2016 Ein Ossi in Irland. Fortsetzungsroman. In: Irland Journal. Christian Ludwig Verlag, ISSN 1432-3370.
- 2019 Zwei Tote in einem Sarg. Eire Verlag, Salzkotten, ISBN 978-3-943380-46-0.
- 2018 Herr Bien und seine Feinde. Vom Leben und Sterben der Bienen. Westend Verlag, Frankfurt, ISBN 978-3-86489-182-3.
- 2019 Das Super Molekül. Wie wir mit Wasserstoff die Zukunft erobern. Westend Verlag GmbH, Frankfurt/Main ISBN 978-3-86489-240-0.
- 2022 Das Feuer des Wassers (Sachbuch über Wasserstoffwirtschaft), Westend, Seitenanzahl 240, ISBN 9783864899164
- 2025 Wollt ihr den totalen Wahnsinn? Der Nazi-Roman. Frankfurt am Main, Verlag FiftyFifty, gebundene Ausgabe, 352 Seiten, ISBN 978-3946778516

Filme
- Online Secrets (Drehbuch), Deutsches Zentrum für Schauspiel und Film
- Defeating Ocean’s 7 (Script und Unterwasserkamera), Red Bull Media House
- Surfing the Dolomites (Script, Fotos und Regie), Red Bull Media House